# 지점토

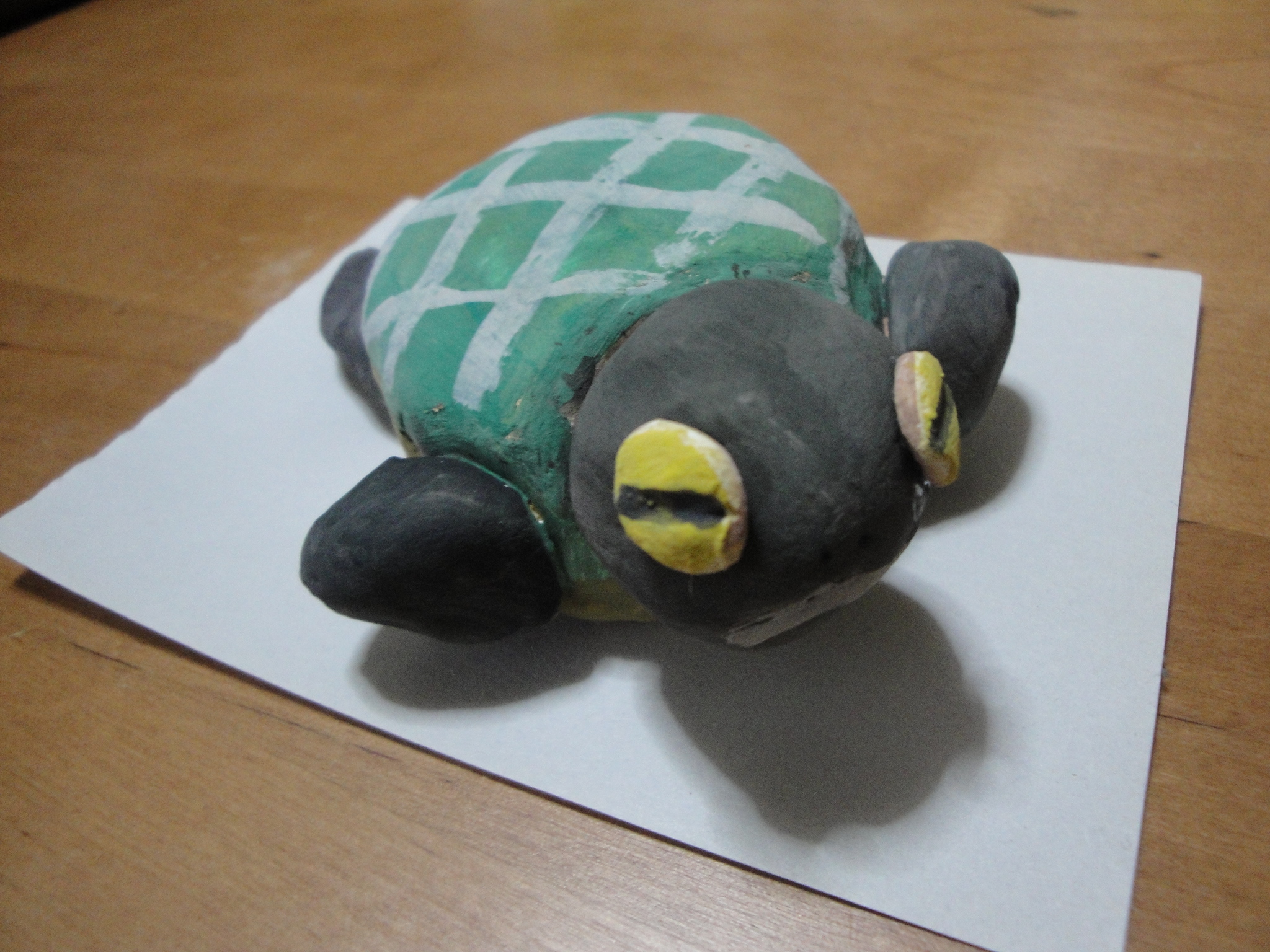
지점토 거북

지점토(紙黏土, Paper Clay)는 점토에 종이 섬유가 첨가되어 소조를 위해 사용되는 도구다.

## 특성 및 기법
토기, 테라코타, 석기, 도자기 및 본차이나 점토 몸체는 지점토로 만들 수 있다. 점토 본체에 더 많은 섬유질이 첨가될수록 소성되지 않은 건조 지점토는 더 강해지지만 소성된 본체는 약해진다. 점토 본체에 첨가된 섬유질이 적을수록 소성되지 않은 건조 지점토는 약하지만 소성된 본체는 더 강하다.
기존의 부드러운 점토 건축 기술은 부드러운 지점토와 함께 사용할 수 있다. 이것은 작은 비율의 작은 비활성 셀룰로오스 섬유를 첨가하는 것을 제외하고 연질 점토와 연질 지점토와 같은 점토 사이에 물리적인 차이가 없기 때문이다. 그러나 물레에서 지점토의 섬유질을 적게 사용하는 것이 좋다. 특히 물레에서 가죽의 힘든 작업을 다듬어야 하는 경우에는 더욱 그렇다. 지점토는 바퀴 던지기에서 남은 던지기 슬립으로 만들 수 있다. 그것은 도예가들이 건조하고 일반적인 점토와 마른 지점토의 균열을 수리하는 데 널리 사용된다.
더 얇고 더 큰 작업은 부분적으로 건조되거나 완전히 건조된 지점토로 만들 수 있다. 지점토를 재습윤시키는 것은 지점토가 순수 클레이보다 지점토로 더 빠르다. 페이퍼 섬유가 물을 점토 본체로 더 빨리 끌어당기기 때문이다. 그런 다음 축축한 부분을 결합할 수 있다. 지점토의 빠른 건조 작업이 가능하며, 일반 점토 건조에 비해 뒤틀림과 갈라짐이 적다. 지점토에 섬유질이 많을수록 뒤틀림과 갈라짐이 적고 건조가 빨라지고 건조 간 접합이 더 빨라진다.
가공된 셀룰로오스 섬유를 모든 점토에 첨가한 후 비전통적인 점토 기술이 가능해졌다. 첫째, 건조-건조 지점토와 건조-부드러운 지점토를 결합하는 것이 가장 급진적인 새로운 기술이다. 둘째, 지점토 내에서 금속 지지체와 세라믹 재료를 사용할 수 있으며 기존 점토보다 균열이 적다.
종이와 점토 예술 전통을 결합하여 새로운 미학도 등장했다. 예를 들어 마른 지점토는 섬유질이 없는 동일한 클레이보다 더 강하기 때문에 작업을 더 얇고 섬세하게 만들 수 있다.
지점토를 사용하면 기존 클레이보다 기술적인 숙련도가 덜 필요하기 때문에 초보자도 아이디어를 창의적으로 표현하는 데 더 집중할 수 있다. 예를 들어, 형태를 왜곡하지 않고 완전히 마른 지점토 냄비에 부드러운 지점토 손잡이를 추가할 수 있다. 코일로 만든 다른 형태는 더 이상 건조 전에 올바르게 결합할 필요가 없다. 대신 형태를 건조시킨 후 지점토 슬립을 적용하여 코일을 결합하고 간격을 채울 수 있다. 건조 및 소성 지점토 작업의 파손 및 균열은 지점토 슬립으로 수리할 수 있다.

## 같이 보기
- 점토
- 찰흙

## 더 읽기
- Farrow, C., (1987) "Paper/Clay", "Artists Newsletter", United Kingdom, April, p. 20-1
- Juvonen, L., (1997) "Using paper fibre as a substitute in ceramic clays", 8th CIMTEC World Ceramics Congress, Finenze, Italy June 1997 Table 1 p. 3, Table 3, p. 5.
- Campbell-Allen, B., (1997)" Where There's Smoke... Paperclay in the Anagama - a new technology in an old setting.", Pottery in Australia, (36), 1, 16-18
- Hay, G. (2006) "A Paperclay Update", Ceramics Technical, 22, 39-40
- Mau, L., (1997), "Paperclay and Steel", "Ceramics Monthly Magazine", May, 45, 5
- Gault, R., (1999) "Paper clay A Primer", "Pottery Making Illustrated Handbook", Fall, 87, 25-30
- Gault, Rosette (1993), Paper Clay for Ceramic Sculptors: A Studio Companion, Seattle: Clear Light Books.
- Gault, Rosette (1998), Paper/Clay and Method of Preparation, United States Patent no. 5,726,111, USPTO.
- Tardio-Brise, Liliane (2022), Complete Guide to Paper Clay, Stackpole Books (US).